# Rupprecht bajor koronaherceg
Rupprecht bajor koronaherceg (németül: Kronprinz Rupprecht von Bayern) (München, 1869. május 18. – Starnberg, Leutstetten kastély, 1955. augusztus 2.), a Wittelsbach-házból származó bajor királyi herceg, a Bajor Királyság utolsó koronahercege.
Teljes címe: „Ő királyi fensége Rupprecht Maria Luitpold Ferdinand, Bajorország koronahercege, Bajorország, Frankónia és Svábföld hercege, Rajnai palotagróf” volt. Anyja II. Jakab angol király leszármazottja volt, az ő halála (1919.) után a brit jakobiták Rupprecht herceget ismerték el – I. Róbert angol és IV. Róbert skót király nevek alatt – Anglia, Skócia, Írország és Franciaország trónjának várományosaként.

## Élete

### Gyermekkora

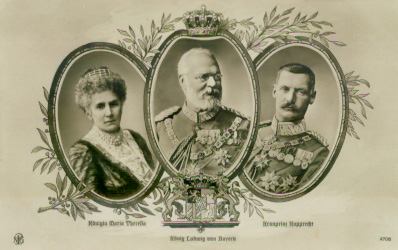
III. Lajos bajor király feleségével és legidősebb fiával, Rupprecht herceg trónörökössel

Rupprecht 1869-ben Münchenben született, III. Lajos, a Bajor Királyság utolsó uralkodójának és Habsburg–Estei Mária Terézia Henrietta főhercegnő legidősebb gyermekeként. Szüleinek összesen tizenhárom gyermeke született. Hétéves korától kezdve nevelését Freiherr Rolf Kreusser, egy angol-bajor származású tanár irányította. Fiatalkorában sok időt töltött Schloß Leutstetten kastélyában, és a család lindaui villájában, a Boden-tó partján. Sokat sportolt, konzervatív neveltetésben részesült, bár a bajor királyi család tagjai közül elsőként egy ideig állami iskolába járt, a müncheni Maximilian-Gymnasium-ba, ahol négy évet töltött. Az iskolai tanulmányok a lovaglás és a táncórák mellett szülei arra is kötelezték, hogy egy szakmát kitanuljon, ezért asztalosnak tanult.

### Az első világháború előtt
Rupprecht nagyapja, Luitpold bajor királyi herceg 1886-ban foglalta el a bajor trónt, amikor mind II. Lajos bajor királyt, mind pedig a trónörököst, Ottó herceget elmebeteggé nyilvánították. Hivatalosan Luitpold a király helyett mint régens uralkodott, de III. Lajos már mint bajor király foglalta el a trónt, kijelölt utódja pedig Rupprecht volt.
Tanulmányai befejeztével a Bavarian Infanterie-Leibregiment gyalogosezred főhadnagya lett. 1889 és 1891 között megszakította katonai karrierjét, amíg a müncheni és berlini egyetemeken folytatta tanulmányait. ezt követően ezredessé léptették elő és a Königlich Bayerisches 2. Infanterie Regiment „Kronprinz“ gyalogezred parancsnokává nevezték ki. Katonai tisztsége ellenére sokat és szívesen utazott, bejárta a Közel-Keletet, Indiát, Japánt és Kínát. Az első utakra szárnysegédje, Otto von Stetten kísérte el, házassága után első felesége.
31 éves korában Rupprecht feleségül vette egy közeli rokonát, Marie Gabrielle bajor hercegnőt, akitől öt gyermeke született, mielőtt 1912-ben, 34 éves korában meghalt volna.
1906-ban Rupprechtet kinevezték az I. Königlich Bayerisches Armee-Korps élére, altábornagyi rendfokozatban, majd 1913-ban előléptették vezérezredessé.
1912-ben Luitpold fia lett a bajor királyság régense (Prinzregent), majd Lajos herceget a bajor szenátus 1913. november 5-én megválasztotta uralkodónak. Ezzel együtt Rupprecht is megkapta a koronahercegi címet, amely jelezte, hogy a bajor trón várományosa.

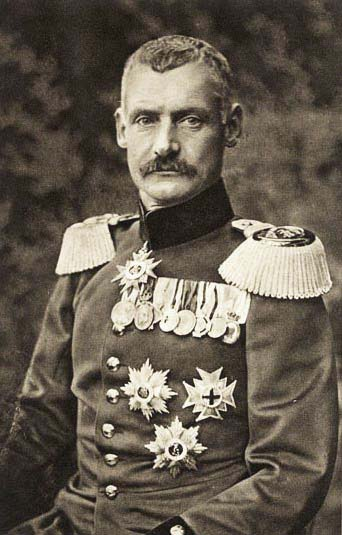
Rupprecht tábornoki egyenruhában az első világháború alatt

### Az első világháború alatt
Az első világháború kitörése után a német 6. hadsereg parancsnokának tették meg, amely akkor Lotaringia tartományban állomásozott. A kinevezést elsősorban királyi származásának és apja támogatásának köszönhette, de tanulmányainak köszönhetően igen rátermett parancsnoknak bizonyult.  A lotaringiai csata során sikeresen verte vissza a franciák első támadását (1914. augusztus), majd később ellentámadást indított. Ennek ellenére nem sikerült áttörnie a francia vonalakat, majd az első arrasi csata során ismét egy francia ellentámadást kellett visszavernie, amely a 6. hadsereg átkarolására irányult. Később is a nyugati fronton teljesített szolgálatot, a parancsnoksága alatt álló 6. hadsereg a Brit Expedíciós Haderővel állt szemben Ypres környékén, egészen a háború utolsó napjaiig.
1916 júliusában előléptették tábornagynak (Generalfeldmarschall) és ugyanazon év augusztus 28-án átvette a Rupprecht Hadseregcsoport irányítását. A hadseregcsoporthoz tartoztak a német 1., 2., 6. és 7. hadseregek. Rupprechtet a legtehetségesebb német parancsnoknak tartják az első világháborús német birodalmi hadsereg főtisztjei közül. Már egészen hamar, 1917 vége felé felismerte, hogy Németország nem tudja megnyerni a háborút, mivel belátta, hogy a szövetségeseknek több hadianyag és emberutánpótlás áll rendelkezésére. A visszavonulás során is tiltakozott a német vezérkar által elrendelt felégetett föld taktikája ellen, de királyi származása és a császárhoz fűződő kapcsolatai miatt nem mondhatott le posztjáról (bár ezzel többször fenyegetőzött). 1918. november 11-én, a fegyverszünet napján mondott le a hadseregcsoport parancsnoki tisztjéről.
1918-ban jegyezte el a nála sokkal fiatalabb Luxembourg Antoinette hercegnőt, de a német vereség után a házasság nem volt lehetséges és az eljegyzést felbontották.

### A két világháború között
Rupprecht elvesztette a bajor trón öröklésének esélyét, amikor a háború után forradalom tört ki Bajorországban és kikiáltották a köztársaságot. A család hívei továbbra is bajor királyként tartották számon, de a Wittelsbach-ház 738 éves bajor uralma 1918-ban a Bajor Szabadállam kikiáltásával véget ért. Rupprecht maga Tirolba menekült a Kurt Eisner vezetésével rövid időre hatalomra került kommunisták elől, de 1919 szeptemberében már visszatért. Távolléte alatt halt meg anyja, Habsburg–Estei Mária Terézia Henrietta főhercegnő, bajor királyné, II. Jakab angol király leszármazottjaként az angol, skót, ír és francia korona örököse - anyja révén Rupprecht is örökölte a trónigényt, de soha nem jelentette be hivatalosan ezt.
Hamarosan a bajor politikai helyzet kedvezőbb lett és 1921. április 7-én végre feleségül vehette Antoinette hercegnőt. A házassági misét a Bajorországba delegált pápai nuncius, Eugenio Pacelli, a későbbi XII. Piusz pápa celebrálta.
Részt vett az 1922-es washingtoni haditengerészeti konferencián, ahol beszédet mondott a légibombázások, a vegyi anyagok, a haditengerészeti blokádok és a nagy hatótávolságú tüzérségi eszközök alkalmazása ellen, és ezeket az fegyvereket okolta az első világháború polgári áldozataiért. Támogatta Németország részvételét a további leszerelési konferenciákon, de elutasította, hogy II. Vilmos német császár lett volna a felelős a világháború kitöréséért.
Bár a weimari köztársaság ellen volt és sosem tett le arról, hogy visszaszerezze a bajor trónt, Rupprect felvilágosult, alkotmányos monarchiát szeretett volna bevezetni. 1921 októberében, apja halála után, bejelentett trónigényét, és bár sosem koronázták királlyá, apja halálával a Wittelsbach-család hivatalos feje lett. 1923-ban létrehozta a Wittelsbacher Ausgleichsfonds (WAF) alapítványt. A bajor állammal kötött egyezmény értelmében a legfontosabb Wittelsbach-kastélyokat, így a Neuschwansteint és a Linderhofot a bajor népre hagyta.
Politikai nézetei sosem álltak közel a német szélsőjobbhoz, bár Hitler több alkalommal megpróbálta megnyerni támogatójának, királyi címének visszaállítását ígérve. Hitler amúgy személyesen nem kedvelte a koronaherceget, míg Rupprecht 1934-ben egy londoni fogadás alkalmával megvallotta V. György brit királynak, hogy őrültnek tartotta Hitlert.
A nagy gazdasági világválság kitörésével és a német gazdaság nehéz helyzete miatt 1932-ben felmerült, hogy Rupprechtnek teljhatalmat és Staatskommissar-i címet adjanak Bajorországban. A terv széles támogatást élvezett, de 1933-ban a választások után Hindenburg köztársasági elnök Hitlert birodalmi kancellárrá (Reichskanzler) nevezte ki, és a bajor kormány, Heinrich Held vezetésével, csendben eltemette a tervet. Ennek ellenére Rupprecht bízott abban, hogy a királyság helyreállítása még lehetséges.

### A második világháború alatt
1939 decemberében Rupprecht-et a nácik száműzetésbe kényszerítették, az utolsó csepp a pohárban a Schloß Leutstetten elkobzása volt. Olaszországba menekült, ahol III. Viktor Emánuel olasz király vendége volt, ideje nagy részét Firenzében töltötte. Bár a nácik megtiltották neki és családjának, hogy visszatérjen, de továbbra is a bajor monarchia visszaállítását tervezte, esetleg Ausztriával egységben. 1943 májusában írt memorandumában megjósolta, hogy Németország elveszíti a világháborút.
Amikor 1944 októberében Magyarországon a nyilasok átvették a hatalmat és bevonultak a német csapatok, Rupprecht feleségét és gyermekeit elfogták, míg ő, továbbra is Olaszországban, elkerülte a letartóztatást. A családot előbb a sachsenhauseni koncentrációs táborba szállították, majd 1945 áprilisában a dachaui táborba vitték át, amelyet hamarosan felszabadították az Egyesült Államok csapatai. A fogság okozta megrázkódtatást Antoinette hercegnő sosem heverte ki és pár évvel később Svájcban meghalt. Rómában temették el, de szívét, a Wittelsbach-család hagyományainak megfelelően, az altöttingi Kegykápolnában Gnadenkapelle-ben temették el.

### A háború utáni évek
A háború befejezése után Rupprecht továbbra is a bajor monarchia visszaállításán fáradozott, de a megszálló amerikai hatóságok nem támogatták törekvéseiben. Dwight D. Eisenhower tábornok szívélyesen fogadta, még egy repülőgépet is a rendelkezésére bocsátott, amivel visszatért a Schloß Leutstetten kastélyba.
Becslések szerint a bajor népesség 60-70%-a támogatta a monarchia helyreállításában Rupprechtet. A bajor parlament 170 tagja közül 70 fő a támogatásáról biztosította 1954 szeptemberben, vagyis a koronahercegnek meglehetősen nagy támogatói bázisa volt.
Rupprecht 1955-ben, 86 évesen halt meg és uralkodónak kijáró tisztelttel, állami tiszteletadással temették el.
A müncheni Theatinusok templomában van eltemetve, közel nagyapjához, Luitpoldhoz és dédapjához, I. Miksa bajor királyhoz közel, első felesége, Maria Gabrielle és legidősebb fia, Luitpold herceg között.

### Családja és gyermekei

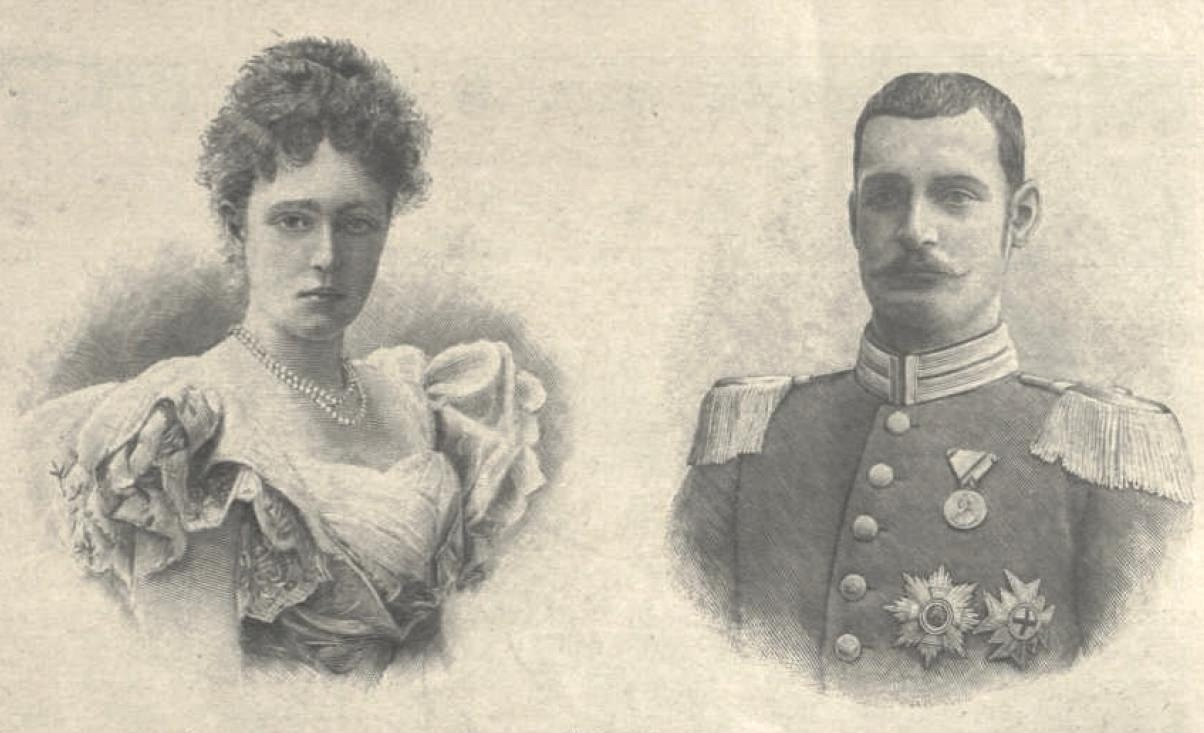
A koronaherceg és első neje, Mária Gabriella bajor hercegnő

Rupprecht kétszer házasodott és összesen 11 gyermeke született:
- Első feleségét Mária Gabriella bajor hercegnőt (1878. október 9. – 1912. október 24.), Károly Tivadar bajor herceg, a neves szemorvos leányát, Erzsébet magyar királyné unokahúgát 1900. július 10-én vette feleségül Münchenben.
  - Luitpold Maximilian Ludwig Karl bajor herceg (1901. május 8. – 1914. augusztus 27.), fiatalon meghalt gyermekbénulásban.
  - Irmingard Maria Therese José Cäcilia Adelheid Michaela Antonia Adelgunde bajor hercegnő (1902. szeptember 21 – 1903. április 21.), kisgyermekként meghalt.
  - Albrecht bajor herceg (1905. május 3. – 1996. július 8.), aki Maria Drašković grófnőt (1904–1969), Juliana Rosa von Montenuovo (1880–1961) és Dionys Maria Draskovich (Drašković) von Trakostjan gróf (1875–1909) leányát vette feleségül.
  - Halvaszületett lány (1906)
  - Rudolf Friedrich Rupprecht bajor herceg (1909. május 30. – 1912. június 26.), kisgyermekként meghalt.

- Második felesége Antónia luxemburgi hercegnő, IV. Vilmos luxemburgi nagyherceg lánya (1889. október 7. – 1954. július 31.), a házasságot 1921. április 7-én kötötték Lenggriesben.
  - Heinrich bajor herceg (1922. március 28. – 1958. február 14.).
  - Irmingard bajor hercegnő (1923. május 29. –  2010. október 20.)
  - Editha Marie Gabrielle Anna bajor hercegnő (1924. szeptember 16. – 2013.)
  - Hilda Hildegard Marie Gabriele bajor hercegnő (1926. március 24. – 2002.)
  - Gabrielle Adelgunde Marie Theresia Antonia bajor hercegnő (1927. május 10. – 2019.)
  - Sophie Marie Therese bajor hercegnő (1935. június 20. –)

## További információ
- A Wikimédia Commons tartalmaz Rupprecht bajor koronaherceg témájú kategóriát.